# Thomas Cox (voetballer)
Thomas Cox (Veghel, 10 februari 2002) is een Nederlands voetballer die doorgaans als centrale verdediger speelt.

## Carrière
Cox speelde in de jeugd bij Blauw Geel '38, PSV en N.E.C. In het seizoen 2023/24 werd hij samen met Guus Gertsen, Maxim van Peer, Julian Kuijpers en Maarten Schouten door N.E.C. verhuurd aan TOP Oss. Hij maakte op 18 augustus 2023 zijn debuut in de Eerste divisie in de thuiswedstrijd tegen Jong PSV (4-1) als invaller na 83 minuten voor Sven Zitman. In totaal kwam hij in 10 competitiewedstrijden in actie voor TOP Oss. Ook speelde hij in een wedstrijd om de KNVB Beker. Daarnaast kwam hij ook uit voor N.E.C. onder 21 waarin de Nijmeegse club samenwerkt met TOP Oss. Medio 2024 ondertekende hij een eenjarig contract bij TOP Oss.

## Statistieken
| Seizoen | Club      | Competitie     | Competitie | Competitie | Beker | Beker | Overig | Overig | Totaal | Totaal |
| Seizoen | Club      | Competitie     | Wed.       | Dlp.       | Wed.  | Dlp.  | Wed.   | Dlp.   | Wed.   | Dlp.   |
| ------- | --------- | -------------- | ---------- | ---------- | ----- | ----- | ------ | ------ | ------ | ------ |
| 2023/24 | → TOP Oss | Eerste divisie | 10         | 0          | 1     | 0     | 0      | 0      | 11     | 0      |
| 2024/25 | TOP Oss   | Eerste divisie | 18         | 0          | 1     | 0     | 0      | 0      | 19     | 0      |
| Totaal  | Totaal    | Totaal         | 28         | 0          | 2     | 0     | 0      | 0      | 30     | 0      |

Bijgewerkt op 7 juni 2025.